# سیارک ۲۳۱۶۸
سیارک ۲۳۱۶۸ (به انگلیسی: 23168 Lauriefletch، نامگذاری:2000GZ136) بیست و سه هزار و صد و شصت و هشتمین سیارک کشف شده‌است که در ۱۲ آوریل ۲۰۰۰ کشف شد.
قدر مطلق سیارک برابر ۱۴.۸ است.